# Batel

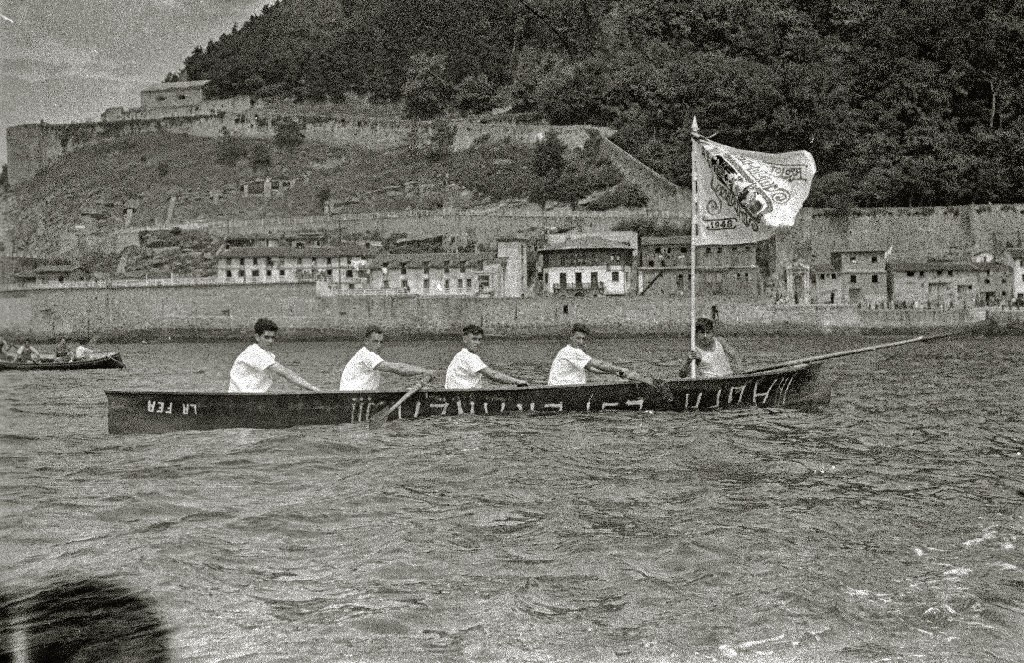
Batel del Club Deportivo Esperanza en la bahía de la Concha en 1946

El batel es una embarcación a remo compuesta por cuatro remeros y un patrón o timonel. Los remeros manejan cada uno un remo, al igual que el patrón. Se disponen uno detrás de otro; normalmente (aunque esto puede variar) cada remero rema por el costado contrario al del que tiene delante, remando el boga o popa (remero más próximo al patrón) por babor. Es una embarcación de aproximadamente siete metros de longitud. No es usual llevar pica.

## Competición

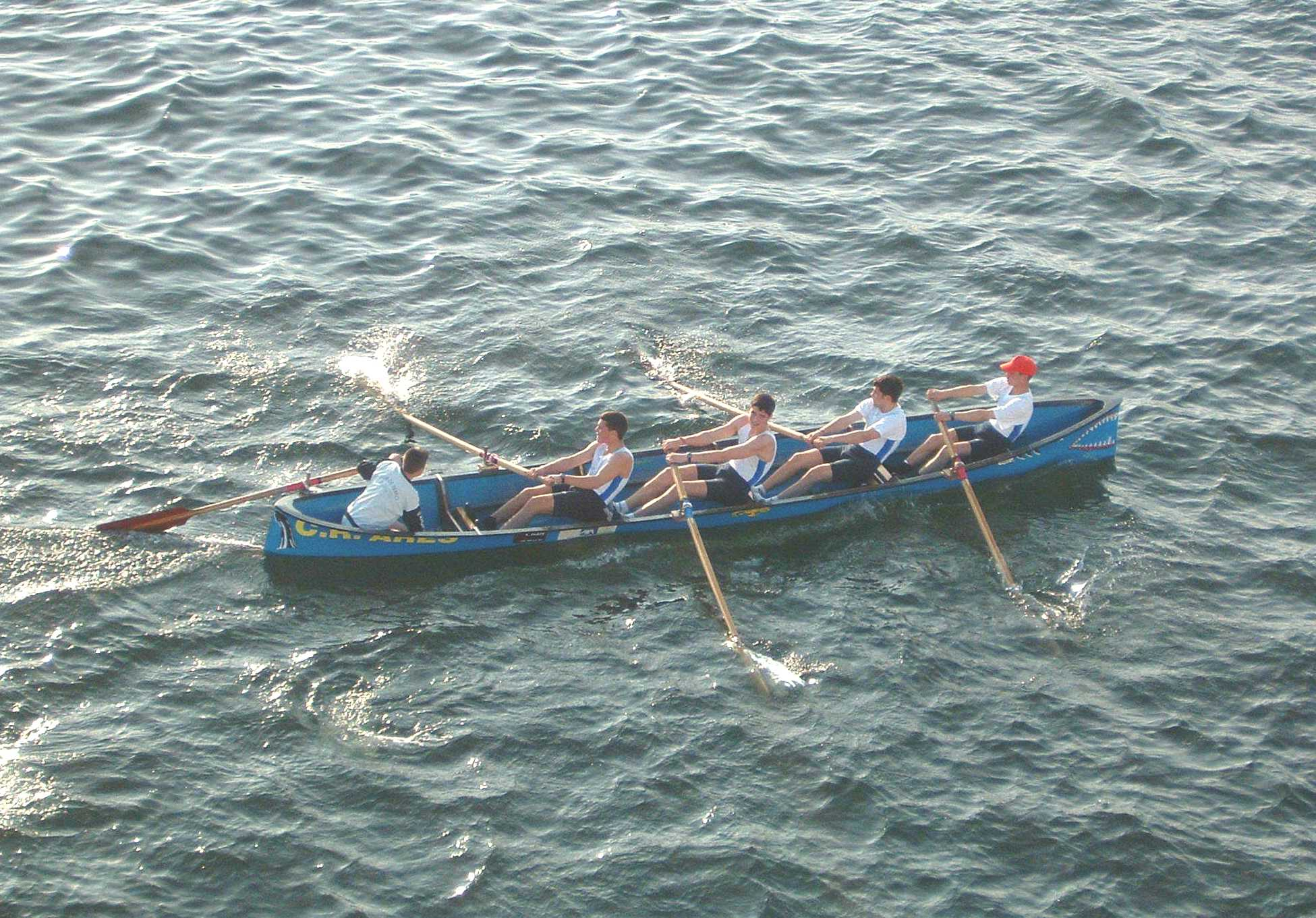
Batel del Club de Remo Ares.

Las regatas se componen de varios largos según la categoría que compita (entre dos y cuatro). Cada largo son 500 metros, y entre largo y largo se realiza una virada en boya de 180°. Las tandas oficiales son de cinco botes, es decir, compiten cinco botes a la vez; para cada bote se asignan dos boyas, la de salida y meta, y la de "fuera" (a excepción de la categoría cadete, en que la de salida y la de meta son diferentes boyas: la de salida sería la que para los demás botes es la de fuera, ya que realizan solo tres largos, y ante la necesidad de que se acabe en la línea de boyas colocada en tierra se tiene que salir de las boyas de fuera).
El batel está reglamentado por la Federación Española de Remo desde el año 1944, año en que se celebró en el Estanque Grande del Retiro de Madrid el primer Campeonato Nacional, siendo el club con mejor historial en la categoría absoluta de esta especialidad el Club de Mar de Castropol, que ha conseguido seis títulos y siete subtítulos, seguido por el Club Iberia, que ha conseguido seis títulos y seis subtítulos.
En los últimos años, sin embargo, los ganadores han sido embarcaciones de Cantabria. En el año 2008 y 2009 se ha impuesto la Sociedad Deportiva de Remo Castreña, y en los tres años anteriores se impuso la Sociedad Deportiva de Remo Astillero.